# Парко деј Саличи (Казерта)
Парко деј Саличи је насеље у Италији у округу Казерта, региону Кампанија.
Према процени из 2011. у насељу је живело 80 становника. Насеље се налази на надморској висини од 22 м.